# Chrysichthys thonneri
Chrysichthys thonneri es una especie de pez de la familia Claroteidae en el orden de los Siluriformes.

## Morfología
• Los machos pueden llegar alcanzar los 50 cm de longitud total.

## Distribución geográfica
Se encuentran en África: cuencas de los ríos  Congo y  Lualaba.